# الديوان الوطني للتجارة والصناعة السينماتوغرافية
الديوان الوطني للتجارة والصناعة السينماتوغرافية (المعروف باللاتينية اختصارا ب ONCIC ) هو مؤسسة لإنتاج وتوزيع الأفلام في الجزائر. تم إنشاؤه في عام 1967، ثم ألغي في عام 1984 وتم تحويله إلى المركز الجزائري للفن والصناعة السينماتوغرافية،

## تاريخ الديوان
- 1963: بعد عام من استقلال الجزائر، شرعت الدولة في تأميم الإنتاج السينمائي، الذي كان حتى ذلك الحين تحت سيطرة الاستعمار الفرنسي، والذي كانت سينماه تستخدم بشكل أساسي لأغراض الدعاية التي تسعى لتبرير السياسة الاستعمارية، مما منع تطور السينما الجزائرية لصالح إنتاج فرنسي بحت.
- 1964: ولد المركز الوطني للسينما الجزائرية CNC عبر المرسوم التنفيذي رقم 64-164 ، ليوم 8 يونيو من سنة 1964. (المعدل والمتمم بالمرسوم التنفيذي رقم 64-261 ليوم 31 أغسطس لسنة 1964). وفي يوم 19 أغسطس من سنة 1964، تم الشروع في إنشاء المعهد الوطني للسينما INC
- الذي وضع تحت سلطة المركز الوطني للسينما.

- 1967: اندمجت هاتان المنظمتان بعد ثلاث سنوات لتشكيل الديوان الوطني للتجارة والصناعة السينماتوغرافية ONCIC بعد صدور القانون التنظيمي للفن والصناعة السينماتوغرافية رقم 67-52 يوم 17 مارس من سنة 1967، المعدل والمكمل بالأمر رقم 68-612 يوم 15 نوفمبر من سنة 1968، والمعدل بدوره بالأمر رقم 69-34 ليوم 22 ماي من سنة 1969 (والذي أوكل حق احتكار الاستيراد والتوزيع حصريًا إلى الديوان[2]).

- 15 مايو 1970:صدر أمر يعطي الديوان الاحتكار في مجال الإنتاج المشترك.

## جوائز
وقد أنتج أفلامًا حازت على العديد من الجوائز الدولية بما في ذلك:
- 1970: جائزة الأوسكار لأفضل فيلم بلغة أجنبية مع فيلم زد لكوستا غافراس الذي يعتبر أول فيلم من إنتاج عربي ينال هذه الجائزة
- 1975: جائزة السعفة الذهبية مع فيلم وقائع سنين الجمر للمخرج محمد الأخضر حمينة في مهرجان كان السينمائي عام والذي يعتبر أيضا أول فيلم عربي ينال هذه الجائزة.[3]

## مدراء الديوان
- 1967-1974:أحمد راشدي
- 1981-1995: محمد الأخضر حمينة

## معرض صور

فيلم زاد 1970
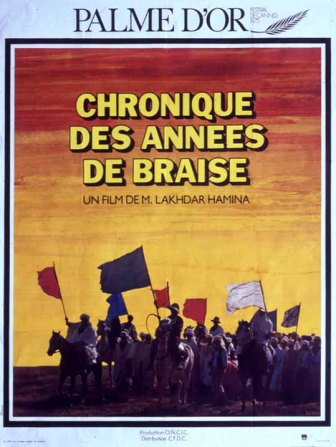
وقائع سنين الجمر 1975

## مذكرات ومراجع
1. ↑  "Office National pour le Commerce et l'Industrie Cinématographique (ONCIC)". www.autourdu1ermai.fr. مؤرشف من الأصل في 2021-05-14. اطلع عليه بتاريخ 2022-02-10.
2. ↑  "Le rôle de l'ONCIC". Le Monde.fr (بالفرنسية). 11 Sep 1975. Archived from the original on 2021-04-15. Retrieved 2022-02-10.
3. ↑  حجازي، محمد (21 يناير 2022). "أفلام خالدة | "وقائع سنوات الجمر".. أول فيلم عربي ينال السعفة الذهبية". شبكة الميادين. مؤرشف من الأصل في 2022-01-29. اطلع عليه بتاريخ 2022-02-10.